# Balak (Songgon)
Balak is een bestuurslaag in het regentschap Banyuwangi van de provincie Oost-Java, Indonesië. Balak telt 5858 inwoners (volkstelling 2010).